# Brachymeria podagrica
Brachymeria podagrica is een vliesvleugelig insect uit de familie bronswespen (Chalcididae). De wetenschappelijke naam is voor het eerst geldig gepubliceerd in 1787 door Fabricius.